# カナダ楯状地

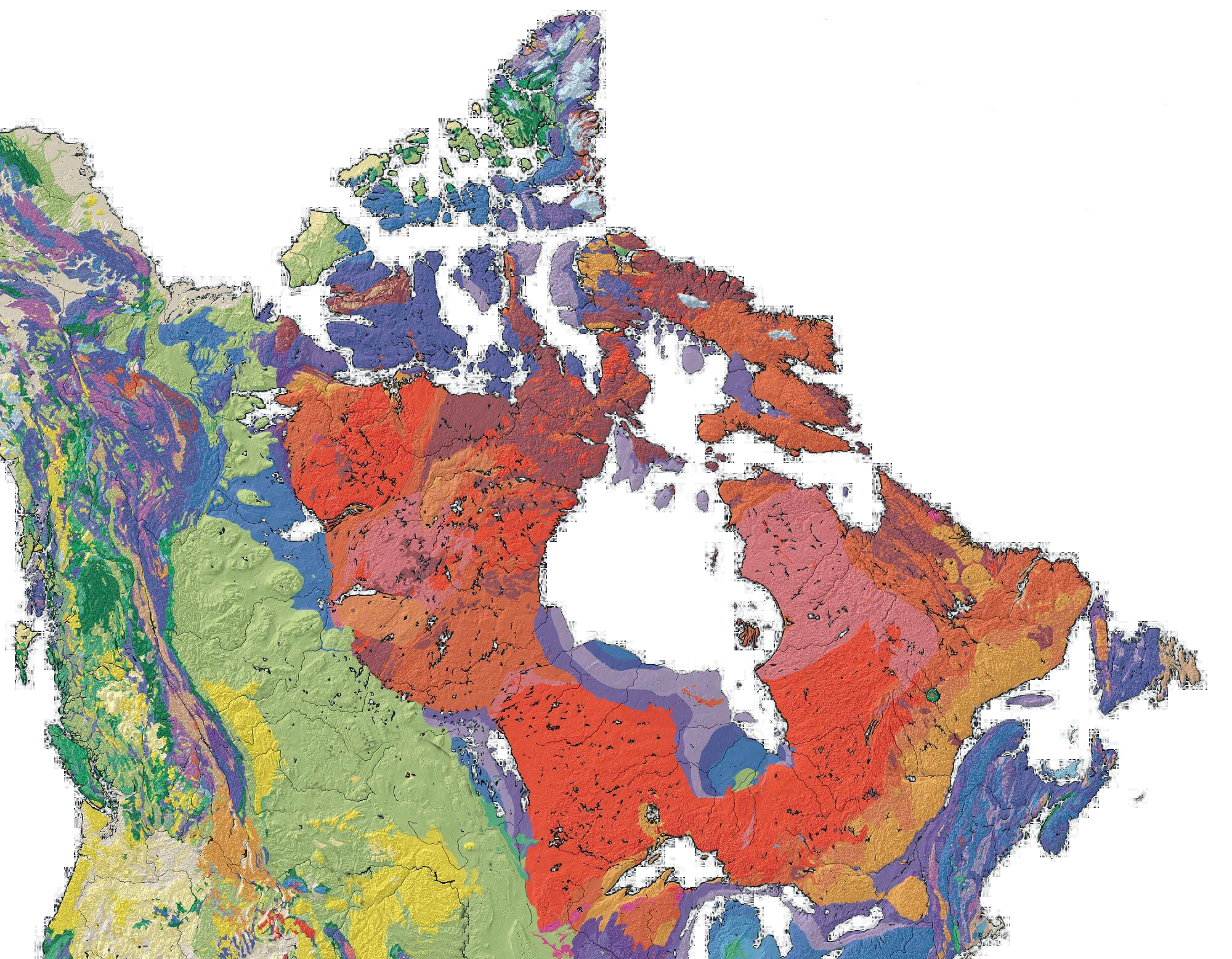
現在のカナダ楯状地の分布。図の赤い部分。

カナダ楯状地 (かなだたてじょうち)（英:Canadian Shield、仏:Bouclier Canadien ）は北アメリカ大陸、中央から北部カナダに広がる先カンブリア時代（約45億年前 - 5.4億年前）に形成された非常に古い岩盤。長い間安定し浸食されたため楯を伏せたような緩やかな構造を示すのでこう呼ばれている。
片麻岩や花崗岩で形成されており、氷河で何度も浸食されていて、表面には薄い土の地表が少しある。鉱物資源の豊かな地盤で、金、銀、ウラン、銅、亜鉛が産出されている。

## 地理
ローレンシア台地とも呼ばれ、薄い土壌が覆っただけの岩石地域で北米あるいはローレンシア地塊（北アメリカ・クラトン）の核を成す。五大湖から北極海、グリーンランドまで広がる。カナダ楯状地は太古代のプレートが寄せ集まって原生代のテレーンや堆積盆地が付加したもの。24.5億年前から12.4億年前に合体が進み、19〜18億年前のトランスハドソン造山運動で最も成長した。北米大陸で初めから海面より上昇し、海の進入から免れ続けた。地球上で太古代岩石が最も広く露出する場所である。変成基盤岩類は大部分が先カンブリア時代で繰り返し隆起侵食された。今日見られるのは標高300〜600mの低い山地である。氷河期には氷が地面を押し付け、無数の湖をかき取り、土壌を運び去った。この氷河作用も水系が発達していない原因である。南部では森林に覆われ、北部ではツンドラになっている。人口は疎らで産業はほとんど発達していないが、水力発電の潜在力を有し、鉱石と木材資源がある。カリブー、クズリ、イタチ、ミンク、カワウソ、グリズリー、ホッキョクグマ、アメリカグマなどの哺乳類が生息。

## 経済
カナダ楯状地は、鉱物、森林、淡水などの天然資源が豊富な地域である。19世紀半ばにこの地域で採掘が始まり、カナダの経済発展の鍵を握った。オンタリオ州ワワ付近では鉄鉱石が採掘されているほか、ノースウエスト準州のグレートベア湖周辺、サスカチュワン州北部、オンタリオ州のエリオットレイクなどから様々な鉱物が発見されている。また、この地域の川では水力発電が行われている。